# Dingcheng (häradshuvudort i Kina)
Dingcheng (kinesiska: 定城) är en häradshuvudort i Kina. Den ligger i provinsen Henan, i den centrala delen av landet, omkring 320 kilometer sydost om provinshuvudstaden Zhengzhou.
Runt Dingcheng är det tätbefolkat, med 383 invånare per kvadratkilometer. Närmaste större samhälle är Zishui, 18,6 km sydväst om Dingcheng. Trakten runt Dingcheng består till största delen av jordbruksmark.
Genomsnittlig årsnederbörd är 1 211 millimeter. Den regnigaste månaden är augusti, med i genomsnitt 208 mm nederbörd, och den torraste är januari, med 21 mm nederbörd.